# Lista de ases da aviação estrangeiros que lutaram pela Luftwaffe durante a Segunda Guerra Mundial

A Luftwaffe foi a ramo aéreo da Alemanha Nazi

Esta é uma lista de ases da aviação estrangeiros que lutaram pela Luftwaffe durante a Segunda Guerra Mundial. Um ás da aviação é um piloto ou tripulante aéreo que abate cinco ou mais aeronaves inimigas, uma distinção não-oficial que se popularizou a partir da Primeira Guerra Mundial no Império Alemão e na França. Durante a Segunda Guerra Mundial, muitos pilotos de diferentes países (aliados, neutros ou conquistados pela Alemanha Nazi) combateram nas fileiras da Luftwaffe, o ramo aéreo da Wehrmacht. Destes, pouco mais de duas dezenas alcançaram a distinção de serem ases da aviação. O maior ás do grupo de voluntários estrangeiros foi o suíço com raízes alemãs, Franz von Werra. Além deste, três pilotos iugoslavos, dois dinamarqueses e dezasseis espanhóis sagraram-se ases.
À excepção dos espanhóis, todos os outros voluntários entraram e deixaram as fileiras da Luftwaffe ao longo do período em que durou a guerra; os espanhóis, entre Setembro de 1941 e Maio de 1943, tiveram cinco esquadrões que rodaram na Frente Oriental, destacados a duas asas de combate aéreo da Luftwaffe, a Jagdgeschwader 27 e a Jagdgeschwader 51.

## Ases da aviação
Isto, juntamente com o * (asterisco), indica que o piloto foi morto em acção (KIA) ou faleceu num acidente aéreo (KIFA).
| Nome                     | Nacionalidade | Vitórias | Unidades     | Notas                                | Fontes        |
| ------------------------ | ------------- | -------- | ------------ | ------------------------------------ | ------------- |
| Franz von Werra*         | Suíça         | 21       | JG 3, JG 53  | KIFA a 25 de Outubro de 1941         | [ 5 ] [ 6 ]   |
| Safet Boskic             | Iugoslávia    | 13       | JG 52        |                                      | [ 7 ] [ 8 ]   |
| Gonzalo Alvarez-Quinonez | Espanha       | 11 ou 12 | JG 51        |                                      | [ 9 ] [ 10 ]  |
| Peter Horn               | Dinamarca     | 11       | JG 51, JG 54 |                                      | [ 11 ] [ 12 ] |
| Albin Starc              | Iugoslávia    | 11       | JG 52        |                                      | [ 13 ] [ 14 ] |
| Mariano Medina           | Espanha       | 5 ou 10  | JG 51        |                                      | [ 10 ] [ 15 ] |
| José Ponce de León       | Espanha       | 9        | JG 51        |                                      | [ 16 ] [ 17 ] |
| Josip Kranjc*            | Iugoslávia    | 9        | JG 104       | KIFA a 21 de Dezembro de 1943        | [ 8 ] [ 18 ]  |
| Fernando Arjona Courtoy* | Espanha       | 8 ou 9   | JG 51        | KIA a 19 de Novembro de 1943         | [ 10 ] [ 19 ] |
| Vicente Aldecoa Lecanda  | Espanha       | 7 ou 8   | JG 51        |                                      | [ 20 ] [ 17 ] |
| Damaso Arango López      | Espanha       | 7        | JG 51        |                                      | [ 17 ] [ 21 ] |
| Ángel Salas Larrazábal   | Espanha       | 7        | JG 27        | +17 durante a Guerra Civil Espanhola | [ 9 ] [ 17 ]  |
| Poul Sommer              | Dinamarca     | 6        | JG 27, JG 54 |                                      | [ 8 ] [ 22 ]  |
| Luis Azqueta Brunet      | Espanha       | 6        | JG 51        |                                      | [ 11 ] [ 9 ]  |
| Bernardo Orozco          | Espanha       | 6        | JG 51        |                                      | [ 21 ] [ 17 ] |
| Manuel Prada             | Espanha       | 6        | JG 51        |                                      | [ 21 ] [ 17 ] |
| Francisco Zárraga        | Espanha       | 6        | JG 51        |                                      | [ 21 ] [ 17 ] |
| Lorenzo Peña             | Espanha       | 6        | JG 51        |                                      | [ 21 ] [ 17 ] |
| Manuel Sanchez-Tabernero | Espanha       | 5 ou 6   | JG 51        |                                      | [ 9 ] [ 23 ]  |
| José Mateos Recio        | Espanha       | 5        | JG 51        |                                      | [ 21 ] [ 9 ]  |
| Fernando Cremades        | Espanha       | 5        | JG 51        |                                      | [ 21 ] [ 9 ]  |
| Antonio Alos             | Espanha       | 5        | JG 51        |                                      | [ 11 ] [ 24 ] |